# 國際佛教學大學院大學
國際佛教學大學院大學（日语：国際仏教学大学院大学），於1996年建立的一所日本佛教私立大學，初位於東京都港区虎之門，2011年移至東京都文京区。只設佛教學研究系一個科系、及佛教學專業一個專業，專門教授五年一貫制佛教學碩士課程。設古寫經研究所，用於研究古日本佛教手抄經典萬餘卷。
著名教授學者有木村清孝、今西順吉、落合俊典、津田真一等。

## 外部連結
- 國際佛教學大學院大學 （页面存档备份，存于）官網